# Atharratze-Sorholüze
Atharratze Sorholüze (en francès i oficialment Tardets-Sohorlus) és un municipi d'Iparralde al territori de Zuberoa, que pertany administrativament al departament dels Pirineus Atlàntics (regió de la Nova Aquitània). Limita amb les comunes de Barkoxe al nord, Aloze-Ziboze-Onizegaine i Iruri a l'oest, Montori al sud-est i Liginaga-Astüe al sud.
Atharratze fou on va néixer el 1815 el clergue i escriptor en euskera Emmanuel Intxauspe.
La localitat és capçalera o chef-lieu del cantó d'Atharratze-Sorholüze que agrupa a les següents 16 comunes del departament:
- Alçay-Alçabéhéty-Sunharette
- Alos-Sibas-Abense
- Camou-Cihigue
- Etchebar
- Haux
- Lacarry-Arhan-Charritte-de-Haut
- Laguinge-Restoue
- Larrau
- Lichans-Sunhar
- Licq-Athérey
- Montory
- Ossas-Suhare
- Sainte-Engrâce
- Sauguis-Saint-Étienne
- Tardets-Sorholus
- Trois-Villes

## Demografia
| Evolució de la població |      |      |      |      |      |      |      |      |
| 1793                    | 1800 | 1806 | 1821 | 1831 | 1836 | 1841 | 1846 | 1851 |
| 413                     | 329  | 451  | 491  | 505  | 526  | 503  | 592  | 506  |

| 1856  | 1861  | 1866  | 1872  | 1876  | 1881  | 1886 | 1891  | 1896  |
| ----- | ----- | ----- | ----- | ----- | ----- | ---- | ----- | ----- |
| 1 002 | 1 050 | 1 089 | 1 004 | 1 036 | 1 049 | 989  | 1 024 | 1 102 |

| 1901  | 1906  | 1911  | 1921  | 1926  | 1931  | 1936  | 1946  | 1954  |
| ----- | ----- | ----- | ----- | ----- | ----- | ----- | ----- | ----- |
| 1 080 | 1 102 | 1 191 | 1 186 | 1 046 | 1 047 | 1 047 | 1 075 | 1 087 |

| 1962  | 1968 | 1975 | 1982 | 1990 | 1999 | 2006 | 2011 | 2016 |
| ----- | ---- | ---- | ---- | ---- | ---- | ---- | ---- | ---- |
| 1 107 | 915  | 818  | 787  | 704  | 656  | -    | -    | -    |

| 2019 | - | - | - | - | - | - | - | - |
| ---- | - | - | - | - | - | - | - | - |
| -    | - | - | - | - | - | - | - | - |